# حقيقيات الورق
حقيقيات الورق (الاسم العلمي: Euphylliidae) (من اليونانية القديمة eu-، وتعني حقيقي؛ وphyllon، وتعني ورقة)، هي فصيلة من المرجان الحجري متعدد الأرجل من رتبة مرجانيات صلبة.
تتألف هذه الفصيلة من أجناس متعددة (أكثر من جنس واحد) وأنواع مختلفة توجد في قاع المحيط. قد تكون هذه الشعاب المرجانية نادرة أو بائنة في البرية. ومع ذلك، يُحتفظ بها عادًة في أحواض السمك المنزلية للاستمتاع بجمالها وحمايتها من قبل العديد من الأسماك وأصحابها.